# شمعية المنقار
شمعية المنقار (الاسم العلمي: Estrildidae) هي فصيلة من الطيور تتبع رتبة العصفوريات.

## أسر
تضم هذه الفصيلة من الطيور أربعة أسر هي:
- شمعاوات المنقار (الاسم العلمي: Estrildinae)
- بوفيلاوات (الاسم العلمي: Poephilinae)
- العصافير الببغاوات (الاسم العلمي: Erythrurinae)
- مونياوات (الاسم العلمي: Lonchurinae)

## أجناس
- شمعي المنقار
- دحسوم
- ستاغونوبليورا